# Isostar

Logo Isostar

Isostar – izotoniczny napój przeznaczony dla osób aktywnych fizycznie. 

## Opis
Powstał w 1977 roku w Szwajcarii. Był pierwszym europejskim napojem izotonicznym. W Polsce dostępny od 1996 roku. Skład napoju sprzyja uzupełnianiu rezerw wody, elektrolitów i energii, co ma wpływ na kondycję oraz wytrzymałość osób aktywnych fizycznie.
W skład napoju Isostar wchodzą: sacharoza, glukoza, węglowodany, witamina C oraz witamina E. Napój nie zawiera stabilizatorów, sztucznych barwników, czy też substancji konserwujących. Dostępny jest w czterech smakach: pomarańczowym, grejpfrutowym, cytrynowym oraz żurawinowym. Wśród produktów marki Isostar znajdują się m.in. gotowe napoje, koncentraty w formie proszku i żelu, a także tabletki musujące. Do rodziny produktów Isostar zostały wprowadzone również batony energetyczne.